# 濱海馬讓雅區

17°11′S 37°28′E / 17.183°S 37.467°E
濱海馬讓雅區（葡萄牙語：Maganja da Costa），是莫桑比克的行政區，位於該國中東部，由贊比西亞省負責管轄，首府設於濱海馬讓雅，面積7,597平方公里，1997年人口229,230，人口密度每平方公里30人。